# الشویفات
الشویفات (به عربی: شویفات) یک منطقهٔ مسکونی در لبنان است که در استان جبل لبنان واقع شده‌است.